# マイケル・ラーマ
- マイケル・レルマ

マイケル・ラーマ（Michael Lerma、1973年11月18日 - ）は、アメリカ合衆国の男性プロボクサー。K-1への出場経験がある。

## 来歴

### プロボクサー時代
1997年12月10日にテキサス州で行われたWBFアメリカ大陸ジュニアミドル級王者決定戦で、ホドリゴ・ロペス（メキシコ）を1R2:45TKOで下し、自身初の王座を獲得した。翌年2月25日には、同じくテキサス州で行われた防衛戦で、ホセ・ルイス・バルタザル（メキシコ）を6R2:55TKOで下し、初防衛に成功した。
2000年11月11日に、ワシントンで行われた空位のWBB世界ミドル級王者決定戦でカンドリー・ロバートソンと対戦。7R2:31KO勝ちし、自身2つ目の王座を獲得した。
2003年3月24日に、アメリカ・ロサンゼルスで行われたWBCアメリカ大陸スーパーウェルター級王者決定戦でアルフレッド・アンカマーを12R3-0の判定で下し王座を獲得した。
2004年4月17日にダニエル・サントスの持つWBO世界スーパーウェルター級王座に挑戦。序盤にサントスの左目蓋をカットするも12R3-0の判定で破れ、王座奪取に失敗した。同年9月16日にロドニー・ジョーンズの持つNABFスーパーウェルター級王座に挑戦。最高12点差を付けられる圧倒的な差で12R3-0の判定負けし、王座奪取に失敗した。

### K-1参戦
2004年10月13日、K-1で須藤元気と対戦。この試合の1か月前までボクシングの試合をしており、ほとんど準備無しでK-1ルールに挑んだ。試合は得意のボディブローで健闘を見せたが、須藤の膝蹴りで右眉の上をカットしTKO負け。これは、ボクシングを含む自身のプロ格闘技歴において初のKO負けであった。敗れたラーマはボクシングでの須藤との再戦を要求した。

### 総合格闘技参戦
- 2005年10月12日、秋山成勲にTKO負け。

## 戦績
- プロボクシング: 40戦 29勝 20KO 10敗 1分
- プロキックボクシング: 1戦 1敗

| 勝敗 | 対戦相手 | 試合結果                      | 大会名                                | 開催年月日     |
| ×    | 須藤元気 | 2R 2:09 TKO（右眉上のカット） | K-1 WORLD MAX 2004 〜世界王者対抗戦〜 | 2004年10月13日 |

- 総合格闘技: 1戦 1敗

| 勝敗 | 対戦相手 | 試合結果                | 大会名                                | 開催年月日     |
| ×    | 秋山成勲 | 1R 2:47 TKO（パウンド） | K-1 WORLD MAX 2005 〜世界王者対抗戦〜 | 2005年10月12日 |

## 獲得タイトル
- WBB世界ミドル級王座
- WBF北米スーパーライト級王座
- WBC米大陸スーパーウェルター級王座

## K-1での紹介について
K-1では彼を「ボクシング世界王者」と紹介したがヴァージル・カラコダと同様、彼をボクシング世界王者として宣伝することは誤っている。ラーマが獲得したWBB世界ミドル級王座というタイトルはメジャー4団体（WBA, WBC, IBF, WBO）とはまったく比べ物にならない、レベルと権威の低い、マイナー団体のタイトルであり、ボクシング界では「世界チャンピオン」とは認められていない。